# وگا دو ویللبس
وگا دو ویللبس (به اسپانیایی: Vega de Villalobos) یک شهرستان در اسپانیا است که در استان سامرا واقع شده‌است.

## خصوصیات
وگا دو ویللبس ۱۰ کیلومترمربع مساحت و ۱۵۲ نفر جمعیت دارد.